# Melrose (album)
| Recensione | Giudizio |
| ---------- | -------- |
| AllMusic   |          |

Melrose è il trentanovesimo album (il ventesimo in studio) del gruppo musicale tedesco Tangerine Dream; è stato pubblicato nell’autunno 1990.

## Descrizione
L’album è stato registrato a Berlino e a Vienna nei mesi di giugno e luglio 1990. È stato distribuito dall’etichetta discografica Private Music, fondata da un ex componente del gruppo, Peter Baumann: il titolo dell'album richiama la Melrose Avenue di Los Angeles, dove in quegli anni aveva sede la casa discografica.
Jerome Froese, figlio di Edgar, fa la sua prima comparsa in questo disco come membro effettivo della band; è stato invece l’ultimo album dei Tangerine Dream con la collaborazione del tastierista Paul Haslinger.

## Tracce
Musiche di Edgar Froese, Jerome Froese e Paul Haslinger.
1. Melrose – 5:44
2. Three Bikes in the Sky – 5:58
3. Dolls in the Shadow – 5:10
4. Yucatan – 5:16
5. Electric Lion – 8:13
6. Rolling Down Cahuenga – 6:43
7. Art of Vision – 5:30
8. Desert Train – 10:17
9. Cool at Heart – 6:09

## Formazione

### Gruppo
- Edgar Froese – tastiere, chitarra solista, chitarra ritmica
- Jerome Froese – tastiere e chitarra solista
- Paul Haslinger – tastiere

### Altri musicisti
- Hubert Waldner – sassofono nel brano "Melrose"

## Successo commerciale
L’album è entrato nella classifica “New age albums” di Billboard il 1 dicembre 1990, restandovi per 17 settimane; la massima posizione raggiunta è stata il tredicesimo posto.